# Maria Iracema Bezerra Loiola
Maria Iracema Bezerra Loiola (1968) es una bióloga, botánica, taxónoma, geobotánica, curadora, etnobotánica, y profesora brasileña.

## Biografía
En 1990, obtuvo una licenciatura en ciencias biológicas por la Universidad Federal de Ceará (BS 1989; BA 1990); en 1995, la maestría en botánica con énfasis en la distribución de plantas tropicales y modelos de nicho ecológico (área de concentración taxonomía vegetal) supervisada por la Dra. Margareth Ferreira de Sales (1956) y defendiendo la tesis:  Estudos taxonômicos do gênero Combretum Loefl. (Combretaceae) em Pernambuco - Brasil por la Universidad Federal de Pernambuco. Y en 2001, el doctorado, en botánica y conservación de los recursos naturales por la misma casa de altos estudios; con una etapa en Kew Gardens, Inglaterra y Museo Field de Historia Natural de Chicago. Tanto la maestría como el doctorado fueron financiados con una beca de la Coordinación de Capacitación de Personal de Nivel Superior, CAPES, Brasil.
Actualmente es profesora asociada III de la Universidad Federal de Ceará (UFC). Trabaja en docencia, investigación, y administración. De marzo de 2002 a diciembre de 2009 estuvo vinculada a la Universidad Federal de Río Grande do Norte, donde fue una de las responsables de la elaboración de la inserción propuesta de red UFRN del Programa Regional para el Desarrollo de Posgrado y el Ambiente (PRODEMA) del cual era vicecoordinadora, desde agosto de 2004 a agosto de 2007. Y fue curadora del Herbario UFRN, desde abril de 2002 a enero de 2009, y responsable del registro de esa en el Índice de Herbario. A partir de enero de 2009 se redistribuyó a la UFC, donde fue coordinadora del Curso de Postgrado en Ciencias Biológicas (bachillerato y M.Sc.) a partir de octubre de 2010 a octubre de 2012.
Desde febrero de 2009, es curadora del Herbario EAC. En pesquisas, trabaja en el área de botánica y fitogeografía, con énfasis en taxonomía de fanerógamas, florística, patrones de distribución de las especies y etnobotánica. Es vice-coordinadora de dos Programas de Posgrado: Desarrollo y Ambiente (PRODEMA / UFC) y Ecología y Recursos Naturales (mandato desde septiembre de 2013 a septiembre de 2015). Coordina el proyecto Flora Ceará.
Es autora en la identificación y nombramiento de nuevas especies para la ciencia, a abril de 2015, posee seis nuevos registros de especies, especialmente de la familia Erythroxylaceae, y con énfasis del género Erythroxylum (véase más abajo el vínculo a IPNI).

## Algunas publicaciones
- LOIOLA, M. I. B.; CORDEIRO, L. S. 2015. Checklist das Erythroxylaceae no estado do Mato Grosso do Sul, Brasil. Iheringia. Série Botânica

- CAPISTRANO, S. H. B. LOIOLA, Maria Iracema Bezerra. 2015. Flora do Ceará, Brasil: Krameriaceae. Rodriguésia (en línea)

- QUEIROZ, R. T.; MORO, M. F.; LOIOLA, M. I. B. 2015. Evaluating the relative importance of woody versus non-woody plants for alpha-diversity in a semiarid ecosystem in Brazil. Plant Ecology and Evolution

- COSTA-LIMA, J. L.; LOIOLA, M. I. B ; ALVES, M. 2015. New synonyms and lectotypifications in the Brazilian Erythroxylum (Erythroxylaceae). Phytotaxa: a rapid international journal for accelerating the publication of botanical taxonomy 201: 100-102

- COSTA-LIMA, J. L.; LOIOLA, M. I. B; JARDIM, J.G. 2014. Erythroxylaceae no Rio Grande do Norte, Brasil. Rodriguésia (en línea) 65: 659-671

- VIEIRA, Irlaine Rodrigues; LOIOLA, Maria Iracema Bezerra. 2014. Percepção Ambiental das artesãs que usam as folhas de carnaúba (Copernicia prunifera H.E.Moore) na Área de Proteção Ambiental Delta do Parnaíba, Piauí, Brasil. Sociedade & Natureza (UFU, en línea) 26: 63-76

- BATISTA, P.H.J.; ANDRADE, J.R.M.; MATOS, T.S.; SOUSA, T.S.; PINTO, F. C. L.; SILVEIRA, E. R.; LOIOLA, Maria Iracema Bezerra; PESSOA, O. D. L. 2014. TERPENOIDS AND COUMARINS FROM (Pohl) Baill. Química Nova (impreso) 37: 1010-1014

- SOARES NETO, RAIMUNDO LUCIANO ; CORDEIRO, LUCIANA SILVA ; LOIOLA, MARIA IRACEMA BEZERRA. 2014. Flora do Ceará, Brasil: Combretaceae. Rodriguésia (online) 65: 685-700

- LOIOLA, MARIA IRACEMA BEZERRA ; CORDEIRO, LUCIANA SILVA. 2014. Erythroxylum sobraleanum (Erythroxylaceae): A new species from Southeastern Brazil. Phytotaxa: a rapid international journal for accelerating the publication of botanical taxonomy 183: 56

- LOIOLA, M. I. B.; SOUZA, Sarah Sued Gomes de. 2014. Ampliando o conhecimento sobre a flora fanerogâmica do Ceará. Revista do Museu de Biologia Mello Leitão 36: 137-148

- LOIOLA, M. I. B.; COSTA-LIMA, J. L.; MAYO, S. J.; SALES, M. F. 2014. Nomenclatural notes on Erythroxylum sect. Rhabdophyllum (Erythroxylaceae): new synonyms and lectotypifications. Nordic Journal of Botany xx: 1-6

- DUTRA, L. K. P.; SILVA, M. A. P.; LOIOLA, M. I. B. 2013. Allelopathy in five species of Erythroxylum - doi 10.4025/actasciagron.v35i3.16016. Acta Scientiarum. Agronomy (en línea) 35: 225-231

- MENEZES, M. O. T.; TAYLOR, N. P.; LOIOLA, M. I. B. 2013. Flora do Ceará, Brasil: Cactaceae. Rodriguésia (en línea) 64: 757-774

- SULZBACHER, M. A.; GIACHINI, A. J.; GREBENC, T.; SILVA, B. D. B.; GURGEL, F. E.; LOIOLA, M. I. B.; NEVES, M. A.; BASEIA, I. G. 2013. A survey of an ectotrophic sand dune forests in the northeast Brazil. Mycosphere Online - Journal of Fungal Biology 4: 1106-1116

- ROQUE, A. A.; LOIOLA, M. I. B. 2013. Potencial de uso dos recursos vegetais em uma comunidade rural no semiárido potiguar. Revista Caatinga (UFERSA, impreso) 26: 88-98

- LOIOLA, M. I. B. 2013. A new species of Erythroxylum (Erythroxylaceae) from the Brazilian semiarid region. Phytotaxa: a rapid international journal for accelerating the publication of botanical taxonomy 150: 61-64

- OLIVEIRA, A. C. P.; MOTA, M. L.; LOIOLA, M. I. B. 2012. Diversidade florística e chave de identificação de trepadeiras em uma floresta estacional semidecidual em Parnamirim, RN, Brasil. Revista Caatinga (UFERSA, impreso) 25: 153-158

- OLIVEIRA, A. C. P.; PENHA, Alessandra dos Santos; SOUZA, R. F.; LOIOLA, Maria Iracema Bezerra. 2012. Composição florística de uma comunidade savânica no Rio Grande do Norte, Nordeste do Brasil. Acta Botanica Brasílica (impreso) 26: 559-569

- LOIOLA, Maria Iracema Bezerra; ROQUE, A. A.; OLIVEIRA, A. C. P. 2012. Caatinga: Vegetação do semiárido brasileiro. Ecologi@ - Revista Online da Sociedade Portuguesa de Ecologia 4: 14-19

- MARTINS, D. F. F.; DE FÁTIMA, V. de Moura M.; BEZERRA LOIOLA, M. I.; DI SOUZA, L.; BARBOSA E SILVA, K. M.; FRANCISMAR DE MMEDEIROS, J. 2011. Temporal and physiological influence of the absorption of nutrients and toxic elements by Eichhornia crassipes. Journal of Environmental Monitoring (impreso) 13: 274-279

- ARAUJO, F. S.; COSTA, R. Carvalho da; LIMA, Jacira Rabelo; VASCONCELOS, S. F. DE; GIRÃO, L. C.; SOBRINHO, M. SOUSA; BRUNO, M. M. A.; SOUZA, S. S. G.; NUNES, E. P.; FIGUEIREDO, M. A.; LIMA-VERDE, L. W.; LOIOLA, Maria Iracema Bezerra. 2011. Floristics and life-forms along a topographic gradiente, central-wester Ceará, Brazil. Rodriguesia 62: 341-366

- VIEIRA, Irlaine Rodrigues; VEROLA, C. F.; LOIOLA, M. I. B. 2011. O agro-extrativismo em torno da produção de artesanato de palha de carnaúba (Copernicia prunifera (Miller) H.E.Moore) e o desenvolvimento sustentável local na comunidade Ilha Grande de Santa Isabel, Parnaíba, Piauí. Cadernos de Agroecología 6: 1-4

## Coeditora
- LOIOLA, M. I. B.; BASEIA, I. G.; LINCHSTON, J. E. 2008. Anais do 59 Congresso Nacional de Botânica, 4º Congresso latinoamericano y del Caribe de Cactáceas y otras Suculentas, 30 th Congresso of Internacional Organization for Suculent Plant Study e 31.ª Reunião Nordestina de Botânica. 1ª ed. Natal - RN: Imagem Gráfica, 534 pp.

## Capítulos de libros publicados
- J.L. COSTA-LIMA ; LOIOLA, M. I. B. ; CORDEIRO, L. S. ; M.V. ALVES. 2013. Flora de Sergipe: Erythroxylaceae. In: Ana Paula do Nascimento Prata; Maria do Carmo Estanislau do Amaral; Marta Cristina Vieira Farias & Marccus Vinícius Alves (orgs.) Flora de Sergipe. Aracaju: Gráfica e Editora Triunfo, p. 233-247

- LOIOLA, M. I. B. ; CORDEIRO, L. S. 2012. Erythroxylaceae. In: Claudia Maria Jacobi; Flávio Fonseca do Carmo (orgs.) Diversidade florística nas cangas do Quadrilátero Ferrífero. Belo Horizonte: Código, p. 120-121

- LOIOLA, M. I. B. 2010. Catálogo de plantas e fungos do Brasil: Erythroxylaceae. In: Forzza, R.C. et al (orgs.) Catálogo de plantas e fungos do Brasil. 1ª ed. Río de Janeiro: Jardim Botânico do Rio de Janeiro, v. 2, p. 959-962

En Marccus Alves, Maria de Fatima de Araújo, Jefferson Rodrigues Maciel & Shirley Martins (orgs.) Flora de Mirandiba. 1ª ed. Recife - Associação Plantas do Nordeste, 2009, v. 1
- LOIOLA, M. I. B.; GOMES, J. M. de O. Flora de Mirandiba: Erythroxylaceae, p. 146-148
- LOIOLA, M. I. B. Flora de Mirandiba: Combretaceae, p. 115-118

En A. M. Giulietti; A. Rapini; Andrade, M. J. G. de; L. P. Queiroz; J. M. C. Silva (orgs.) Plantas raras do Brasil. 1ª ed. Minas Gerais - Conservação Internacional, 2009, v. 1
- LOIOLA, M. I. B ; ROSÁRIO, A. S. Erythroxylaceae - Plantas raras do Brasil, p. 181-182
- LOIOLA, M. I. B . Combretaceae - Plantas raras do Brasil, p. 142

- ROQUE, A. A.; QUEIROZ, R. T. DE; LOIOLA, M. I. B. 2009. Diversidade Florística do Seridó Potiguar. In: Eliza Maria Xavier Freire (org.) Recursos naturais das Caatingas: uma visão multidisciplinar. 1ª ed. Natal: EDUFRN, v. 1, p. 11-49

- LOIOLA, M. I. B.; Oliveira, A. C. P.; MARINHO, A. M. 2009. Plantas da Floresta Atlântica: Erythroxylaceae. In: Stehmann, J.R.; Forzza, R.C.; Salino, A.; Sobral, M.; Costa, D.P.; Kamino, L.H.Y. (orgs.) Plantas da Floresta Atlântica. 1ª ed. Río de Janeiro: Jardim Botânico do Rio de Janeiro, v. 1, p. 246-247

- LOIOLA, M. I. B. 2008. Flora do Acre, Brasil: Erythroxylaceae. In: DALY, D. C.; SILVEIRA, M. (eds. orgs.) Primeiro Catálogo da Flora do Acre, Brasil. 1ª ed. Rio Branco: Universidade Federal do Acre / The New York Botanical Garden, v. 1, p. 190-191

- LOIOLA, M. I. B. 2006. Erythroxylaceae. In: Barbosa, M. R. de V., Sothers, C., Mayo, S., Gamarra-Rojas, C. F. L., Mesquita, A. Carneiro de (orgs.) Checklist das Plantas do Nordeste Brasileiro: Angiospermas e Gymnospermas. 1ª ed. Brasília: Ministério de Ciência e Tecnologia, v. 1, p. 70-71

- LOIOLA, M. I. B. 2006. Erythroxylaceae. In: Ana Maria Giulietti; Luciano Paganucci de Queiroz (orgs.) Diversidade e caracterização das fanerógamas do semi-árido brasileiro. 1ª ed. Recife: Associação Plantas do Nordeste, v. 1, p. 104-106

## En Congresos
- CORDEIRO, L. S. ; LOIOLA, M. I. B. 2013. Padrões de distribuição de espécies tropicais: uma análise do gênero Erythroxylum P. Browne (Erythroxylaceae). In: VI Encontro de Pesquisa e Pós-graduação da UFC, Fortaleza

- SOARES, R.L. ; CORDEIRO, L. S. ; LOIOLA, M. I. B. 2012. Padrões de distribuição geográfica de Combretum Loefl. (Combretaceae) no Brasil. In: 63.º Congresso Nacional de Botânica, Joinvill
- CORDEIRO, L. S. ; LOIOLA, M. I. B. 2011. Flora do Ceará: Erythroxylaceae Kunth. In: 62.º CONGRESSO NACIONAL DE BOTÂNICA E 34.ª REUNIÃO NORDESTINA DE BOTÂNICA, Fortaleza

## Membresías
- de la Sociedad Botánica del Brasil.[8][9]

### de Cuerpo Editorial
- 2010 - 2012. Periódico: Revista Caatinga (UFERSA, impreso)

## Revisora de periódicos
- 2007 - actual. Periódico: Revista Caatinga
- 2007 - actual. Periódico: Rodriguesia
- 2007. Periódico: Acta Botanica Brasilica[10]
- 2008 - actual. Periódico: Novon (Saint Louis)
- 2008 - actual. Periódico: Caldasia (Bogotá)
- 2009. Periódico: Revista Árvore (impreso)
- 2011 - actual. Periódico: Revista Brasileira de Ecologia[11]
- 2013 - actual. Periódico: Phytotaxa (en línea)

## Premios e títulos
- 2000: galardón Timothy C. Plowman Latin American Research, Field Museum, Chicago, U.S.A/ Fundación Thimothy C. Plowman Latin American Research.
- 2000: beca de corta duración (3 meses) para el Royal Botanic Gardens, Kew, Inglaterra.

- La abreviatura «Loiola» se emplea para indicar a Maria Iracema Bezerra Loiola como autoridad en la descripción y clasificación científica de los vegetales.[12]

- Portal:Biografías. Contenido relacionado con Botánica.
- Portal:Biología. Contenido relacionado con Taxonomía.